# Верхній Цанер

Група українських гірських туристів на перевалі Верхній Цанер. Початок доріжки на сніжнику — місце підняття на перевал. Добре простежується сніговий карниз, на якому перебувають альпіністи. З фотоархіву Вільнянського альпклубу Запорізької області..

Перевал Верхній Цанер — перевал Центрального Кавказу в гірському районі Безенгі (Безенгійська стіна). Розташований в ГКХ між вершинами Ортокара і Ляльвер.
Сванетія — Балкарія.
Висота 3990 м, складність сходження 2А.
Перевал Верхній Цанер веде з льодовика Кель-Баші на льодовик Цаннер, орієнтований з північного сходу на південний захід.
Назва Цанер перекладається з сванської мови як «небо».